# Équipe de Trinité-et-Tobago de rugby à XV
L'équipe de Trinité-et-Tobago de rugby à XV rassemble les meilleurs joueurs de rugby à XV de Trinité-et-Tobago.
Elle joue actuellement dans le Championnat des Caraïbes de rugby. Elle ne s'est pas encore qualifiée pour disputer une Coupe du monde mais elle a participé aux tournois qualificatifs.
Au 11 octobre 2024, l'équipe de Trinité-et-Tobago est à la 48e place du classement mondial de World Rugby.

## Histoire
Trinité-et-Tobago fait ses débuts internationaux en 1979 à Georgetown contre l'équipe des Bermudes et perdent la rencontre 42 à 8.
Trinité-et-Tobago tente pour la première fois de se qualifier pour la Coupe du monde 1999 au pays de Galles. Ils remportent le match contre le Brésil à Port of Spain sur le score de 41 à rien. Au second tour, ils perdent leurs rencontres face au Chili (35-6) et aux Bermudes (52-6).
Pour la Coupe du monde 2003 en Australie, ils participent au tournoi des Amériques qualificatif dans la poule Nord du premier tour. Ils terminent premiers en battant successivement la Jamaïque (51-5), les Îles Caïmans (12-8), les Bermudes (23-12). Puis ils trébuchent sur le Brésil (11-10 et 9-0).
En 2005, Trinité-et-Tobago prend part au tournoi des Amériques qualificatif pour la Coupe du monde de rugby à XV 2007 en France. Ils font partie de la poule Sud du Tour 1a en compagnie de la Barbade, du Guyana et de Sainte-Lucie. Trinité-et-Tobago gagne leur premier match 82 à 8 contre Sainte-Lucie, puis ils perdent leurs rencontres suivantes, terminant à la troisième place du groupe et stoppant là leur parcours.
Trinité-et-Tobago participe au Tournoi des Caraïbes de 2008, premier tour des qualifications à la Coupe du monde 2011 en Nouvelle-Zélande. Ils remportent leurs matchs éliminatoires face aux Îles Caïmans (quart de finale : 12-39), à Barbade (demi-finale : 56-0) et dominent 40 à 24 le Guyana en finale. Le deuxième tour consiste en un barrage sur deux matchs aller et retour entre les vainqueurs des tournois des Caraïbes et de la Division B d'Amérique du Sud. L'équipe de Trinité-et-Tobago se mesure donc à celle du Brésil et elle est éliminée, perdant à domicile (8-31) et à l'extérieur (12-24).

## Palmarès
- Coupe du monde
  - 1987 : pas invité
  - 1991 : pas concouru
  - 1995 : pas concouru
  - 1999 : pas qualifié
  - 2003 : pas qualifié
  - 2007 : pas qualifié
  - 2011 : pas qualifié